# Томпоєвці
Томпоєвці (хорв. Tompojevci, русин. Томпоєвци) — село на сході Хорватії та однойменна громада з центром у цьому селі. Входить до Вуковарсько-Сремської жупанії. Одне з місць розселення русинів. Громада Томпоєвці складається із шістьох сіл, п'ять із яких заселені (Томпоєвці, Міклушевці, Чаковці, Берак і Бокшич), а одне безлюдне (Грабово).
Громада включає ліс Єлаш, де було виявлено братську могилу, в якій містилися шість тіл, та три окремі могили людей, загиблих під час хорватської війни за незалежність. Станом на жовтень 2013 чотири тіла залишаються невпізнаними, тоді як інші ідентифіковано як останки вояків Національної гвардії Хорватії і цивільних осіб. На цьому місці в 2013 році споруджено меморіал.

## Демографія
Населення громади за даними перепису 2011 року становило 1 565 осіб, 6 з яких назвали рідною українську мову. Населення самого поселення становило 308 осіб.
Динаміка чисельності населення громади:
Динаміка чисельності населення центру громади:
За даними перепису 2011 року, національний склад населення громади має такий вигляд:
- хорвати — 966 (61,73 %)
- русини — 272 (17,38 %)
- серби — 164 (10,48 %)
- угорці — 141 (9,01)

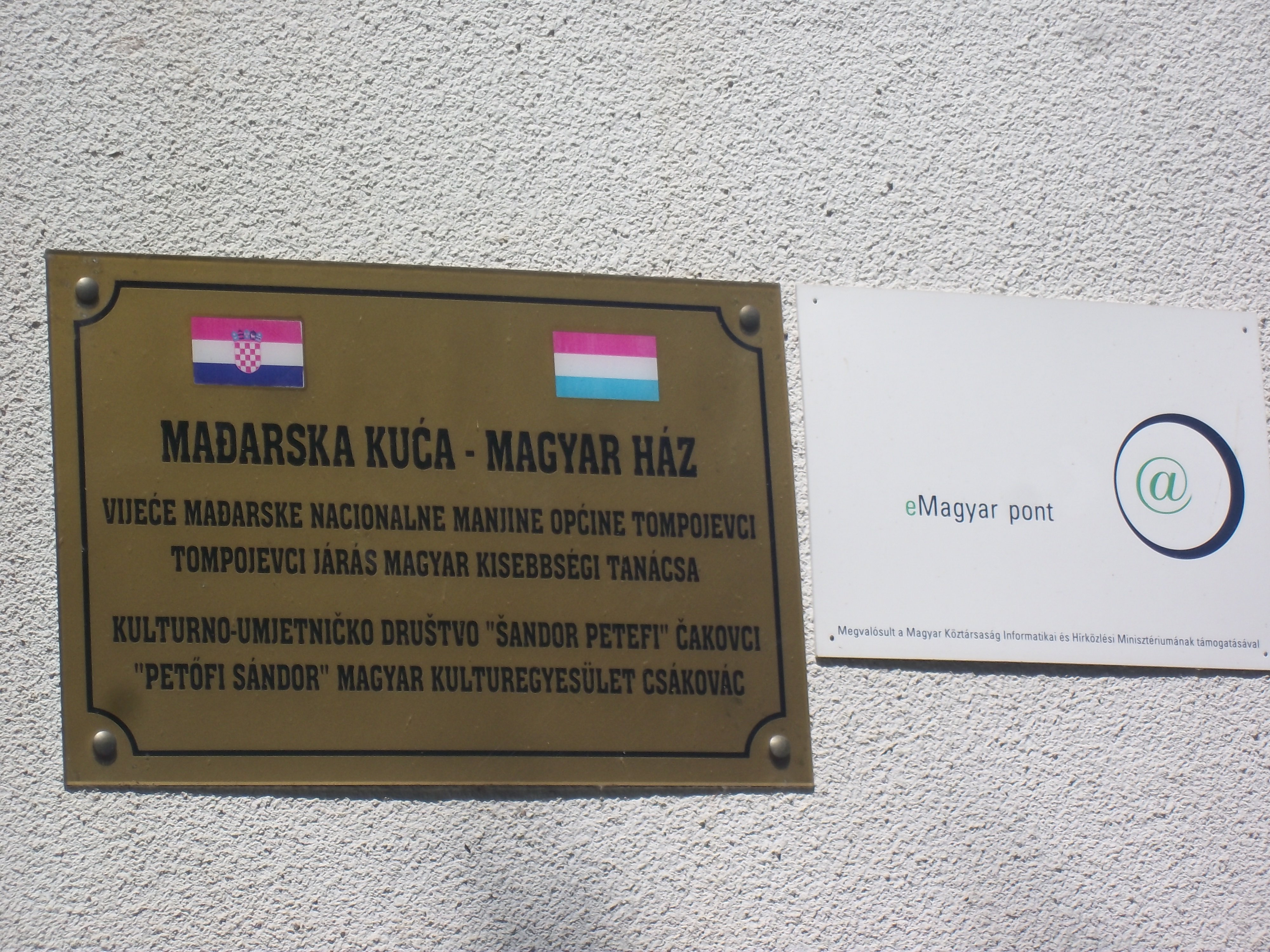
Двомовна табличка на Угорському домі в Чаковцях

У громаді Томпоєвці на території села Міклушевці, де русини становлять більшість населення (із 486 жителів 359 — русини), Положенням громади Томпоєвці запроваджено рівнобіжне використання русинської мови поряд з хорватською, а в селі Чаковці, де більшість населення становлять угорці, було так само запроваджено використання угорської мови і написів.

## Населені пункти
Крім поселення Томпоєвці, до громади також входять: 
- Берак
- Бокшич
- Чаковці
- Грабово
- Міклушевці

## Клімат
Середня річна температура становить 11,11°C, середня максимальна – 25,29°C, а середня мінімальна – -5,86°C. Середня річна кількість опадів – 668 мм.
| Клімат поселення                              | Клімат поселення | Клімат поселення | Клімат поселення | Клімат поселення | Клімат поселення | Клімат поселення | Клімат поселення | Клімат поселення | Клімат поселення | Клімат поселення | Клімат поселення | Клімат поселення | Клімат поселення |
| Показник                                      | Січ.             | Лют.             | Бер.             | Квіт.            | Трав.            | Черв.            | Лип.             | Серп.            | Вер.             | Жовт.            | Лист.            | Груд.            |                  |
| Середній максимум, °C                         | 5,90             | 7,88             | 12,38            | 17,13            | 22,54            | 25,29            | 25,09            | 24,96            | 20,99            | 15,44            | 9,40             | 5,60             |                  |
| Середня температура, °C                       | 0,02             | 2,00             | 6,50             | 11,26            | 16,66            | 19,41            | 21,10            | 20,95            | 16,98            | 11,42            | 5,42             | 1,59             |                  |
| Середній мінімум, °C                          | −5,86            | −3,89            | 0,60             | 5,38             | 10,77            | 13,53            | 17,07            | 16,96            | 13,00            | 7,44             | 1,43             | −2,4             |                  |
| Норма опадів, мм                              | 43               | 38               | 41               | 53               | 61               | 87               | 69               | 62               | 50               | 52               | 60               | 52               |                  |
| Середньомісячна швидкість вітру, м/с          | 2.20             | 2.41             | 2.80             | 2.70             | 2.40             | 2.20             | 2.20             | 2.00             | 2.00             | 2.19             | 2.22             | 2.23             |                  |
| Середньомісячна сонячна радіація, кДж/м²·день | 4397             | 7156             | 11175            | 15669            | 19417            | 21673            | 22364            | 20366            | 15190            | 9622             | 5020             | 3637             |                  |
| --------------------------------------------- | ---------------- | ---------------- | ---------------- | ---------------- | ---------------- | ---------------- | ---------------- | ---------------- | ---------------- | ---------------- | ---------------- | ---------------- | ---------------- |
| Джерело:                                      |                  |                  |                  |                  |                  |                  |                  |                  |                  |                  |                  |                  |                  |